# Dvorac Dartmouth
Dvorac Dartmouth je utvrda koja je zajedno s dvorcem Kingswear štitila estuarij rijeke Dart u grofoviji Devon, Engleska.
Mali kaštel (obalna utvrda) sagrađen je 1388. godine. Današnji toranj je najstarija preživjela engleska obalna utvrda posebno izgrađen za topove. 
Tijekom Građanskog rata bio je opkoljen na jedan mjesec, a zatim su ga rojalisti zauzeli. Dvorac je biou u upotrebi kao radna utvrde sve do 19. stoljeća, kada je smješten najmanje pet ogromnih 64-pdr topova. U 19. stoljeću bitnica je najznačajniji preostali dio dvorca i sam je ostao u vojnoj uporabi tijekom Prvog i Drugog svjetskog rata kada su izvršene pripreme za Dan D.